# 日本沈没
『日本沈没』（にっぽんちんぼつ、にほんちんぼつ）は、1973年（昭和48年）に刊行された小松左京による日本のSF小説。
1973年と2006年には映画化、1974年と2021年にはテレビドラマ化、1973年と1980年にはラジオドラマ化、1970年代と2000年代には漫画化、2020年にはWebアニメ化されるなど、様々なメディアミックスがなされている。

## 小説
1964年（昭和39年）から執筆が開始され、9年がかりで完成した。当初は複数巻となる予定だった長編を出版社の要請で短縮し、上下巻とした。本作品に先行して執筆していた『復活の日』で描かれるアラスカの大地震を予測するという設定は、本作品のために地震学の資料を集めていたことにも由来している。映画作品中においては、現実の地球物理学者であった竹内均博士を出演させている。
まず、1973年（昭和48年）3月20日に光文社カッパ・ノベルスより書き下ろしで上下2巻が同時刊行された。当初は3万部ずつだったが、版数を重ねるごとに出版数が増え、上巻204万部、下巻181万部の計385万部まで伸び、「空前の大ベストセラー」とも評された。その結果、1億2,000万円の収入を得た小松は文壇長者番付の5位にランクインし、1974年には第27回日本推理作家協会賞、第5回星雲賞日本長編部門をそれぞれ受賞している。刊行から50年を経た2023年時点での累計部数は490万部を超える。
ベストセラーになったことにより、小松の知名度を上げて日本におけるSFの浸透に一役買うことになった。その背景には、高度経済成長が終わりを迎えた1970年（昭和45年）の日本万国博覧会に代表される薔薇色の未来ブームへのアンチテーゼとして登場したことの衝撃に加え、1973年の狂乱物価とも言われたインフレーションやオイルショックなどによる社会不安があった。また、同年が関東大震災から50年という節目でもあり、本作品によって大規模災害への不安が喚起されるきっかけともなった。一部のマニアに愛好されるものであったSFというジャンル自体も、一般に普及していったとされる。
1976年には、マイケル・ギャラガーによる3分の1ほどの抄訳が、アメリカにて『JAPAN SINKS』のタイトルで出版された。
小松自身は、題名を「『日本滅亡』――果てしなき流れの果てに…、出発の日」とつけていたが、担当編集者であった浜井武の「『日本沈没』のほうが“滅亡”よりユーモラスだ」という主張により、『日本沈没』となったという。
元々は「日本人が国を失い放浪の民族になったらどうなるのか」をテーマに据えており、日本列島沈没はあくまでもその舞台設定で、地球物理学への関心はその後から涌いたものだという。しかし、そのために駆使されたのが当時になって広く認知され始めていたプレート・テクトニクスであり、本作品はその分野を広く紹介する役割をも果たした。この分野に関する作品中の解説やアイデアは、修士論文に相当するとの声もあったほどである。

難民となって世界中に散っていった日本人を描く第2部の構想（仮題は『日本漂流』）もあったことから、下巻の最後には「第1部・完」と記されていた。下巻発刊後から長らく執筆されることはなかったが、2006年のリメイク版映画の公開に合わせ、谷甲州との共著という形で出版された。

### 物語
197X年夏。小笠原諸島の北にある無名の小島が、一夜にして海底に沈んだ。地球物理学者・田所雄介博士は、ただちに現地調査に赴く。深海調査艇「わだつみ」号の操艇者・小野寺俊夫、海洋地質学者の幸長助教授と共に日本海溝に潜った田所は、海底を走る奇妙な亀裂と乱泥流を発見する。
おりしも伊豆半島付近で地震が発生し、それに誘発されて天城山が噴火したため、内閣では地震学者との懇談会を開いて意見を聞くことになった。その席に招かれた田所は「日本がなくなってしまう」可能性を口にするが、学者仲間の失笑を買うだけだった。だが、政財界の黒幕である渡老人は自らの周囲に起きていた事象と符合する田所の説に興味を抱き、それを検証するために首相を呼びつけ、極秘で「D計画」を立ち上げさせる。
D計画に集った田所、幸長、小野寺、情報科学者の中田一成らは、やがて一つの結論に達する。それは、日本列島近傍のマントル流に急速な異変が起こっており、その結果として「日本列島は最悪の場合2年以内に、地殻変動で陸地のほとんどが海面下に沈没する」というものだった。一方、渡老人は比較文明史学者の福原教授らに依頼し、日本人の国外脱出とその後に関する計画を策定させる。
その間にも京都に次いで東京が巨大地震に襲われ、富士火山帯の火山が相次いで噴火するなど、異変は着実に進行していた。田所は危機が迫っていることを国民に知らせ、そのことに対する反応を見ようと故意に週刊誌とテレビで情報を暴露し、D計画を去る。
その後、コンピューターによるシミュレーションの結果、日本沈没が10か月以内に迫っていることが判明し、首相は日本沈没の危機が迫っていることを国会演説で発表する。休火山までが活動を始めるなか、精鋭スタッフたちは死に物狂いで全国民の国外脱出計画「D-2」を遂行し、日本人を続々と海外避難させる。一方、あえて国内に留まり日本列島と運命を共にする道を選択する者もいた。
そして、日本列島は四国を皮切りに次々と海中に没していき、最後まで残っていた北関東が大爆発を起こした結果、完全に消滅する。

### 設定
197X年と書かれているが、執筆当時から予測される近未来と設定されており、当時はまだ完成していなかった施設のうちのいくつかが既に稼動しているものとして話が進められている。新東京国際空港（現在の成田国際空港）・青函トンネル・関西国際空港（小説上は神戸沖だが、現実の神戸沖には神戸空港があり、実際の関西国際空港は大阪南泉州地区沖にある）など。大型コンピュータのLSI化など確実に未来を予測したものもある。
実現しなかった未来の描写としては、水深1万メートルまで潜れるような深海潜水艇や超音速輸送機が多数登場する点が挙げられる。現実では、かなり未来のこととなったものを登場させているものとしては超電導リニアが全線の測量が終わり工事が始まっている。一方で東海道新幹線にビュフェがあるなど、その後の時代からみれば懐かしい描写もある。
国際情勢に関しても、執筆中に情勢が変化しているケースもあった（作中にはパプア紛争に介入する形で日本人の移住先確保を図ろうとする構想が描かれているが、発売直前にインドネシアが併合を強行している）。
日本列島を沈没させる科学設定のほかにも、「ナカタ過程」と呼ばれる架空の理論など、完全にフィクショナルな科学描写もある。
また、日本が沈没するのは人口増加率が減少に転じた数年後という設定もあり、そのため、ひそかに進められている海外移転計画が海外から「日本の人口対策ということはありえないと怪しまれる」という描写がある。

### 用語解説
D計画
日本列島の地質的大変動の可能性について極秘裏に調査・研究する計画。「D」の意味については、作中では特に言及されていない。
初期段階では首相のほか総理府総務長官、内閣官房長官、防衛庁長官のみの知る極秘プロジェクトで、内閣調査室、総理府、防衛庁からの機密費と、渡老人からの資金援助によって運営されていた。発足時のメンバーは田所（地球物理学）、中田（情報工学）、幸長（海洋地質学）、山崎（内閣調査室）、小野寺（潜水艇技術者）、安川（会計担当）。のちに、最悪の事態が生じた際の、人間と資産の国外退避に関する研究を行う「D-2」が追加されたため、それまでのD計画は「D-1」と呼ばれるようになり、東京大震災以後に規模を拡大、気象庁、国土地理院、地震研究所などを巻き込む巨大国家プロジェクトに発展する。なお、D-2は自衛隊で検討される。
日本政府が危機を公表してからは退避計画実行委員会の下部組織となり、その後、日本政府自体が国外に脱出してからは、ホノルルに本部を置く救出対策本部の下部組織として、海上自衛隊護衛艦「はるな」に本部を置く。
国連日本救済特別委員会
国連事務総長ビン博士の主導により、総会直属の特別委員会として、世界各地域17か国を構成国として設立された。委員長は国連タンザニア代表でアフリカ経済委員会メンバーのンバヨ。副委員長は米ソ両国から選出。日本は議決権・交渉権のない特別メンバーとなっている。

## 登場人物
- 基本プロットは複数人物による群像劇として描かれており、章によっては主人公が変わる。

小野寺俊夫
深海潜水艇の操艇者。30代。独身。潜水士と海技士の資格を持つ。当初は海底開発KKに勤めていたが、後にD-1計画に引き抜かれる（身分的には臨時雇）。戦後生まれで、出世や組織の属すること、国家に対しても興味がなく、純粋に海が好きで潜水艇を操縦しており、その性格を田所に早々と見抜かれて海洋研究で本格的に力を貸す。
田所雄介
地球物理学者。博士。作中では「田所博士」と呼ばれることが多い。「エピローグ」の時点で65歳。独身。和歌山県出身。田夫野人な性格の人物として知られる。元M大客員教授。現在は大学には在籍せず、新興宗教「世界海洋教団」をスポンサーにして個人研究所を運営している。D-1計画の中心人物。小野寺と同様に出世に興味がなく純粋に自然や物理、日本列島を好んで研究する人物。「科学者に必要な物は直感」がモットーだが日本列島が沈没すると当初から予感しながら科学的証明が出来ずに悩んでいた。
米軍や新興宗教の資金援助を受けたり、公開の席上で他の研究者を面罵したりするといった態度のため、日本の学界では嫌われているが、海外での評価は高い。のちに週刊誌に情報を漏洩した上、泥酔状態でテレビのワイドショーに出演し、同席していた山城教授に暴行を加えて逮捕され、D-1計画を去り消息を絶つ。実は、日本沈没が迫っていることを国民にそれとなく知らせるため、渡・中田と示し合わせた上で打った芝居だった。日本列島と運命を共にすることを決意しており、最後まで日本に残る。
幸長
海洋地質学者。M大学の助教授で田所の右腕的存在。銀縁眼鏡を着用。常識人で、小野寺や田所を気遣う。政界にもコネクションを持ち、田所と渡老人を引き合わせてD-1計画を発足させ自らもメンバーとなる。田所を支持する半面自らの立場に対する不安を抱く。田所が暴行事件を起こして逮捕された後は実質的にD-1計画の責任者となる。
首相
内閣総理大臣。60代。渡老人に陣笠議員のころから造船疑獄事件などで助けてもらい、渡の力により首相の座に就いた人物で、異常事態において、決断が迫られる中覚悟を決めてD-2計画を推し進める。姓は緒形だが、作中ではもっぱら「首相」または「総理」と呼ばれている。
阿部玲子
作中のヒロインの一人。大手財閥の令嬢で、政略結婚を目的に小野寺と見合いをさせられる。海岸で一夜をともにし、小野寺を運命の相手と見定めて結婚を決意する。
麻耶子（マコ）
作中のもう一人のヒロイン。西銀座のバー「ミルト」のホステス。小野寺の深海潜水に純粋に興味を持っている。
渡老人
「箱根の老人」の異名を取り、政官財で暗躍する黒幕。100歳という高齢にもかかわらず、一種の激しい精神力と、端的かつ鋭い質問を浴びせるような明晰な頭脳を持っている。戦前は満州事変当時活躍し、直接ではないにしろ大勢の人間を死なせているという。戦時中は完全な隠遁生活を送って、戦犯にならずにやり過ごし、戦後は最初の15年ほどは猛烈に活動したが、80歳を過ぎてからは自分からは動かず、政財界の大物からアドバイスや斡旋、調停の口利きを依頼されていた。ツバメが巣を作ったまま帰ってこなくなったり、植物の咲き方の些細な異変から日本で異変が起きていることを肌で感じていた。田所の科学的な直感を信じ、総理を茅ヶ崎の自邸に呼びつけて、ほんの二言三言で「D計画」の実行を決意させる。最後は日本列島が沈みゆく中、府中の邸宅で、田所に看取られ息を引き取る。
花枝
渡老人の身の回りの世話をする少女。第5章の時点で23歳。
邦枝
総理府秘書官で幸長の友人。渡老人と同郷。渡老人の右腕的存在で、政府や田所との仲介を行う。
中田一成
情報科学者で幸長の大学時代からの友人。D-1計画のメンバー。既婚者。確率無限小と思われる現象が、自然の中ではなぜ起こりえるか、ということについて「位相学的確率論」を提唱、一部では「ウィーナー過程」「マルコフ過程」とならんで「ナカタ過程」と呼ばれている。田所がD-1計画を去った後は、幸長とともに最後まで計画を支え続ける。政府との板挟みとなり、正確な被災情報はコンピューターでも計れないと政府に呼び掛ける。
結城
小野寺の親友で同じ会社に勤める操艇者。後に小野寺の誘いでD-1計画に引き抜かれる。
野崎八郎太
外務省特別顧問、国連日本救済特別委員会特別委員。外交問題を一手に任される老人。流暢なクイーンズイングリッシュをしゃべる。D-2計画の海外亡命の仲介を行う。
山崎
内閣調査室調査官。D-1計画メンバー。代々木のD-1計画本部にいた時に東京大地震に遭遇する。
片岡
防衛技研所員。D-1計画メンバー。
安川
D計画の会計担当者。大学を出たばかりの青年で、立場上は臨時雇い。東京大震災の衝撃で記憶を失う。
穂積
D-1計画メンバー。調査結果が世間に漏れないように情報操作を行うために引き抜かれる。
真下
地震研究所助教授。D-1計画メンバー。
福原
比較文明史学者。京都の大学教授。50代。渡老人に依頼されて日本人の国外脱出計画の策定を行うが、途中で「何もせんほうがいい」という案に傾きかける。大綱を渡に提出した直後に過労死する。
郷六郎
N建設調査部の地質調査技師で小野寺の友人。東海道新々幹線（リニアモーター超特急）の基礎工事に関わっていたが、京都大地震の直前に変死体で発見される。のちに、地殻変動によって新々幹線の建設が不可能になることに独自に気づき、その事態を受け入れられずに自殺同然の事故死を遂げたことが明らかとなる。
ンバヨ
国連タンザニア代表で国連日本救済特別委員会委員長。若い頃にアフリカ統一機構に出向していたことがある。理想主義者。日本沈没を日本人の枠でとらえず「私たち人類に対する試練」と言及し、人種や国という考えを捨てて結束すべきだと促す。
オーストラリア首相
オーストラリア首相。渡老人との取引でオーストラリアに日本移民受け入れを承認する。ユダヤ人であり国を無くした日本人がこれからユダヤ人のような流浪の民になることにより試練が待ち構えることを予見する。
吉村
海底開発KKの部長、出世を狙い小野寺に政略結婚を勧める。日本沈没時はスイスに逃げる。
D・マルタン
ベルギー人の美術商。裏で密輸と窃盗を行っておりインターポールから目をつけられている。渡老人と裏取引を行う。
小野寺の兄
兵庫の実家に住む小野寺の兄。カナダの会社からヘッドハンティングを受けている。
山城
地質学者。T大教授。田所と不和で、以前からその研究を冷笑している。田所からは、専門分野では優秀だが視野が狭いと評されている。
大泉
地震学者。K大教授。田所がアメリカ海軍の委嘱を受け軍事研究の下請けを行っていた過去を、ことあるごとに批判する。田所からは、山城同様、専門分野では優秀だが視野が狭いと評されている。

## 映画

### 1973年の映画
東宝映画・東宝映像の製作、東宝の配給で1973年（昭和48年）12月29日より正月映画として公開された。当初は同時上映に『グアム島珍道中』がつけられていたが、途中から本作品の1本立て興行に改められた。
映画化の企画は東宝プロデューサーの田中友幸によって小説の刊行前から進められており、「映画化のあと、TBSでテレビドラマ化する」という契約が交わされていた。このため、撮影現場にはテレビドラマ版のスタッフも2台のカメラを持ち込んで撮影参加している。
監督は黒澤明作品でチーフ助監督を務めた経験がある森谷司郎が、脚本は同じく黒澤作品に参加していた橋本忍がそれぞれ担当した。製作期間は約4か月と短かったが、約880万人の観客を動員し、配給収入は16億4,000万円（1974年邦画部門配給収入1位）を挙げる大ヒットを記録した。また、中野昭慶が監督した特殊撮影もアジア映画祭の特殊効果賞を受賞する評価を受けた。本作品の成功で、森谷司郎は『八甲田山』などの大作映画を任せられる監督の地位を確立し、東宝も本作品に続く形で『ノストラダムスの大予言』（1974年）、『東京湾炎上』（1975年）、『地震列島』（1980年）までパニック映画を一つの路線として敷くこととなった。
アメリカ合衆国では、1975年にロジャー・コーマンのニューワールド・ピクチャーズにより『Tidal Wave』のタイトルで公開された。ハリウッド俳優を使った追加撮影も行われたが、オリジナルより大幅に短縮されている。アメリカでは100万ドルの配給収入を挙げた。

#### 出演者（1973年の映画）
以下の順番は本編クレジットに準拠。
| - 田所博士：小林桂樹 - 山本勇総理：丹波哲郎 - 小野寺俊夫：藤岡弘 - 阿部玲子：いしだあゆみ - 邦枝：中丸忠雄 - 結城：夏八木勲 - 花江：角ゆり子 - 野崎特使：中村伸郎 - 吉村運行部長：神山繁 - 幸長助教授：滝田裕介 - 三村秘書官：加藤和夫 - 片岡：村井国夫 - 総理府総務長官：垂水悟郎 - 小野寺の兄：新田昌玄 - 防衛庁長官：森幹太 - 山城教授：高橋昌也 - ヘリ操縦士：地井武男 - 科学技術庁長官：鈴木瑞穂 - 内閣官房長官：細川俊夫 - 山本総理夫人：斉藤美和 - D-1学者：中条静夫 - 老人の息子：森下哲夫 - 海洋学者：梶哲也 - D-1公安係：名古屋章 - 通産大臣：松下達夫 - 建設大臣：河村弘二 - 大泉教授：近藤準 - 海洋調査船船長（へらくれす船長）：宮島誠 - 下町の老人：大久保正信 - 調査団員B：内田稔 - 統合幕僚本部議長：早川雄三 - 対策本部のオペレーター：和田文夫 - 総理府係官：石井宏明 - 調査団員A：稲垣昭三 - 国連委員：中村哲 - 外務大臣：伊東光一 - 斉藤英雄 - 気象庁技官：吉水慶 - 非常災害対策本部の官僚：中田勉 - 調査団員C：大木史朗 - 運輸大臣：山本武 - 総理府係官：今井和雄 | - ヘリ操縦士：鈴木治夫 - 政府関係者：田中志幸 - 非常災害対策本部の官僚：永島岳 - 非常災害対策本部の官僚：津田光男 - 磐木吉二郎 - 中島光之助 - 巽丸航海士：大杉雄二 - 防災センター所長：熊谷卓三 - D-1本部の職員：小松英三郎、門脇三郎 - 政府関係者：草間璋夫 - 財界関係者：大西康雅 - やっちゃん：服部妙子 - 林由香 - 老人の息子の嫁：川口節子 - お手伝いさん：小林伊津子 - 高橋久美江 - D-1本部の職員：鳥居功靖 - 小野辺敦 - オーストラリア首相：アンドリュー・ヒューズ - 中国特使：バン・ヘンリー - ユージン・コックス：チャールズ・シームス - 中田：二谷英明 - 渡老人：島田正吾 （以下はクレジットなし） - 海底開発興業社員：小松左京 - 竹内均教授：竹内均 - 政府関係者：田中友幸 - 山本総理の運転手：中島春雄 - 火の中を逃げる住民：加藤茂雄、記平佳枝 - オーストラリア高官：ロジャー・ウッド - 国連委員：ジャック・オンガン、フランツ・グルーベル - 記者：オスマン・ユセフ - 漁船の避難民：松下正秀 - 列車の難民：夏木順平 - ナレーション、警視庁緊急通信の声：市川治 - TV司会者、ラジオ災害放送の声：大類正照 - 自衛隊、警察無線の声：神谷明 - 横須賀基地・PS1の声：辻村真人 - ラジオアナウンサー：作間功 （以下は海外版のみ） - ウォーレン・リチャーズ：ローン・グリーン |

- 原作者の小松自身も、冒頭で小野寺と吉村が打ち合わせをするシーンでカメオ出演している[5][38]。
- 竹内均は東大退官後に自ら創刊した科学雑誌『Newton』掲載[要文献特定詳細情報]の自伝において、「迫真の演技である、として皆にからかわれた」と書いている。また、DVD版の特典映像には、小松と竹内の対談の模様が収録されている。
- 夏八木演じる結城の名前は『恒久』（本編43分04秒）
- 内閣調査室「邦枝」の名前は『康雄』（本編40分45秒）
- 防衛庁・メカニック「片岡」の名前は『潔』（同上）
- 幸長助教授の名前は「信彦」ではなく『秀彦』（同上）

#### スタッフ（1973年の映画）
参照
- 製作：田中友幸、田中収
- 原作：小松左京
- 脚本：橋本忍
- 音楽：佐藤勝
- 撮影：村井博、木村大作
- 美術：村木与四郎
- 録音：伴利也
- 照明：佐藤幸次郎
- 編集：池田美千子
- 助監督：橋本幸治
- 製作担当者：森知貴秀
- 監督助手：大河原孝夫
- スチール：石月美徳
- 特殊技術
  - 撮影：富岡素敬
  - 美術：井上泰幸
  - 照明：森本正邦
  - 造型：安丸信行
  - 操演：松本光司
  - 特殊効果：渡辺忠昭
  - 助監督：田淵吉男
  - 製作担当者：篠田啓助
  - 監督助手：川北紘一、浅田英一
  - スチール：田中一清
  - 合成：三瓶一信
  - 光学撮影：宮西武史
- 整音：東宝録音センター
- 効果：東宝効果集団
- 現像：東洋現像所
- 協力：日本海洋産業株式会社[40]
- 技術協力∶日本電気
- 特技監督：中野昭慶
- 監督：森谷司郎

テロップ非表示であるが、作中でマントル対流などを再現するアニメーションは月岡貞夫が作画を担当していたことが、後年に明かされている。

#### 特別スタッフ（1973年の映画）
- 地球物理学（東大教授）：竹内均
- 耐震工学（東大教授）：大崎順彦
- 海洋学（東大教授）：奈須紀幸
- 火山学（気象研究所地震研究部長）：諏訪彰
- 作家：小松左京

#### 撮影
富士山からの火山弾が自動車に降りかかるシーンでは、富士山近くの有料道路を通行止めにして助監督らスタッフの自家用車60台ほどを並べる大規模な撮影が行われた。しかし、車輌を提供したスタッフらは撮影の詳細を知らされておらず、四塩化チタンによるスモークが発生する岩のプロップにより各車傷だらけになってしまい、一悶着あったという。
玲子が電話ボックスを使用するシーンでは、森谷が「太陽を消せ」と指示し、トラックのタイヤを燃やしたり大型の発煙筒をつけるなどして、実際に太陽が隠れるほどの煙を発生させた。
総理の運転手役の中島春雄は、当時俳優を引退して撮影所敷地内のボウリング場に勤務していたが、当初予定されていた俳優の連絡がつかなくなり、演技事務から声をかけられて出演した。中島は丹波とは俳優学校時代の同期であったことから丹波自らスタッフに中島を紹介し、森谷も気さくに声をかけていたが、中島はすでに俳優を辞めていたので居心地が悪かったと述懐している。

#### 特撮
本作品で特技監督を務めた中野昭慶は、東宝特撮映画では円谷英二・有川貞昌に続く3代目の同役職に就任した。本作品では建物の倒壊に建築工学を考慮するなど、科学的に裏付けされた描写を重視しており、従来の怪獣映画などのような特撮のイメージを払拭している。制作費のうち、特撮には2億5千万円が費やされた。
俯瞰した日本列島のセットでは、従来の特撮で海の表現に用いられていた寒天に代わり、青い染料を溶かしたディストメイトを用いている。ディストメイトは、接着剤としてだけでなく食品や化粧品などにも用いられていた化学合成製品の糊であり、カビが生えたり、ネズミが食べてしまうなどの苦労があったという。後年東宝映画の社長を務めた富山省吾は、学生時代に特撮美術のアルバイトとして本作品に参加しており、日本列島セットの富士山は自身が作ったと述懐している。
東宝第7スタジオに建てられた富士山のセットは、スタジオの外から望遠カメラで撮影し、空気感を再現している。頂上の雪は、白い粉を撒いて再現している。
倒壊する日本家屋のミニチュアは、ディテールを表現するため、壊れる描写からの逆算で1/10スケールで作られた。都市のミニチュアには、『モスラ』（1960年）で制作されたものなど過去の造形物も総動員された。振動にはコンピュータ制御による工業用のバイブレータが用いられた。
コンビナートの爆破シーンでは、炎がステージの天井を焦がしている。特殊効果の渡辺忠昭は、爆発が小さいと中野が指摘したため、ナパームを3倍に増やしてリテイクした結果であったと語っている。特撮助監督の田淵吉男は、自身が渡辺にガソリンの量を多くするよう指示したのが原因であったと述べている。また、渡辺は、本作品以降中野は火を好むようになったと証言している。
泥乱流の描写は、本物の泥や富士山で採取した砂のほか、絵の具、顔料、煙など多数の素材を組み合わせて表現している。撮影も7種類の手法をモンタージュしている。
隅田川の洪水シーンは、操演の松本光司の提案により一発撮りで行われた。倒壊する永代橋は、松本自身がミニチュアを手で押している。
皇居に群衆が押し寄せるシーンは、パレスホテルから二重橋にかけての地域を写した写真からパネルを起こし、その上に人に見立てた釘を巻いて裏から磁石で動かすという手法で表現している。
原作者の小松は、本映画の唯一の不満点として、潜水艦が進む海底が明るすぎることを挙げている。
特撮班助監督を務めた川北紘一は、本作品がヒットしてもゴジラシリーズの予算が増えたということはなく、東宝本社は本作品が特撮の力で成功したという認識ではなかったと述懐している。
『ゴジラ対メカゴジラ』（1974年）では、本作品のコンビナート爆破シーンの映像やミニチュアを流用しており、美術助手の好村直行は流用を前提にコンビナートのシーンが設けられたと証言している。『ゴジラvsモスラ』（1992年）では、富士山の噴火シーンを流用している。

#### 関連ソフト（1973年の映画）
- 映像ソフト
  - 日本沈没（レーザーディスク）（1993年9月1日、東宝 TLL-2206[55]）
  - 日本沈没（VHS）（1994年8月1日、東宝 TG-4535S[55]）
  - 日本沈没（DVD）（2003年9月25日、東宝 TDV-2731D）
  - 日本沈没 東宝特撮Blu-rayセレクション（Blu-ray Disc）（2009年11月20日、東宝 TBR-19210D）
  - 日本沈没 東宝特撮映画DVDコレクション 第6号 2010年1/5号（DVD付き分冊百科）（2009年12月8日、デアゴスティーニ・ジャパン TTD-06N）
  - 日本沈没 期間限定プライス版（DVD）（2013年8月2日、東宝 TDV-23335D）
  - 日本沈没 東宝DVD名作セレクション（DVD）（2015年8月19日、東宝 TDV-25261D）
  - 日本沈没 公開50年記念 4K リマスター数量限定愛蔵版（Blu-ray Disc）（2023年12月20日、東宝 TBR-33269D）
- CD
  - 日本沈没〈J-CINE サントラコレクション〉（1996年10月2日、VAP VPCD-81172）